# 卡姆扬斯凯
卡姆揚斯凱（烏克蘭語：Кам'янське，羅馬化：Kamianske，發音：[kɐmjɐnʲˈsʲkɛ] ⓘ）是乌克兰第聂伯罗彼得罗夫斯克州卡姆揚斯凱區卡姆揚斯凱市鎮内的城市，为该区及该市镇的行政中心，2020年7月18日前为该州的州辖市。该市位于第聂伯河畔，面积138平方公里，海拔高度120米，2022年人口数量为226,845人。

## 城市名称
1936年该市被更名为第聂伯罗捷尔任斯克（羅馬化：Dneprodzerzhinsk），得名于苏联国家安全委员会的前身契卡的创始人费利克斯·捷尔任斯基。
2016年5月19日乌克兰最高拉达通过表决，将“第聂伯罗捷尔任斯克”改回旧名。

## 友好城市
- 波蘭 凯尔采
- 鐵米爾套
- 卡拉干達

## 当地名人
- 列昂尼德·勃列日涅夫：第五任苏联最高领导人，曾任苏联共产党中央委员会总书记和苏联最高苏维埃主席团主席。
- 尤里·勃列日涅夫：第五任苏联最高领导人列昂尼德·勃列日涅夫的长子。
- 帕维尔·阿尔费罗夫：列昂尼德·勃列日涅夫的好友，曾担任弗拉基米尔州第一书记、乌里扬诺夫斯克州主席、雅羅斯拉夫爾州第一书记。
- 德米特里·亚罗什：乌克兰政治活动家、极右翼政治家、军事人物。
- 阿特姆·克拉维斯：乌克兰足球运动员，在场上司职前锋。
- 伊利亞·馬爾琴科：乌克兰职业网球运动员。

## 图集

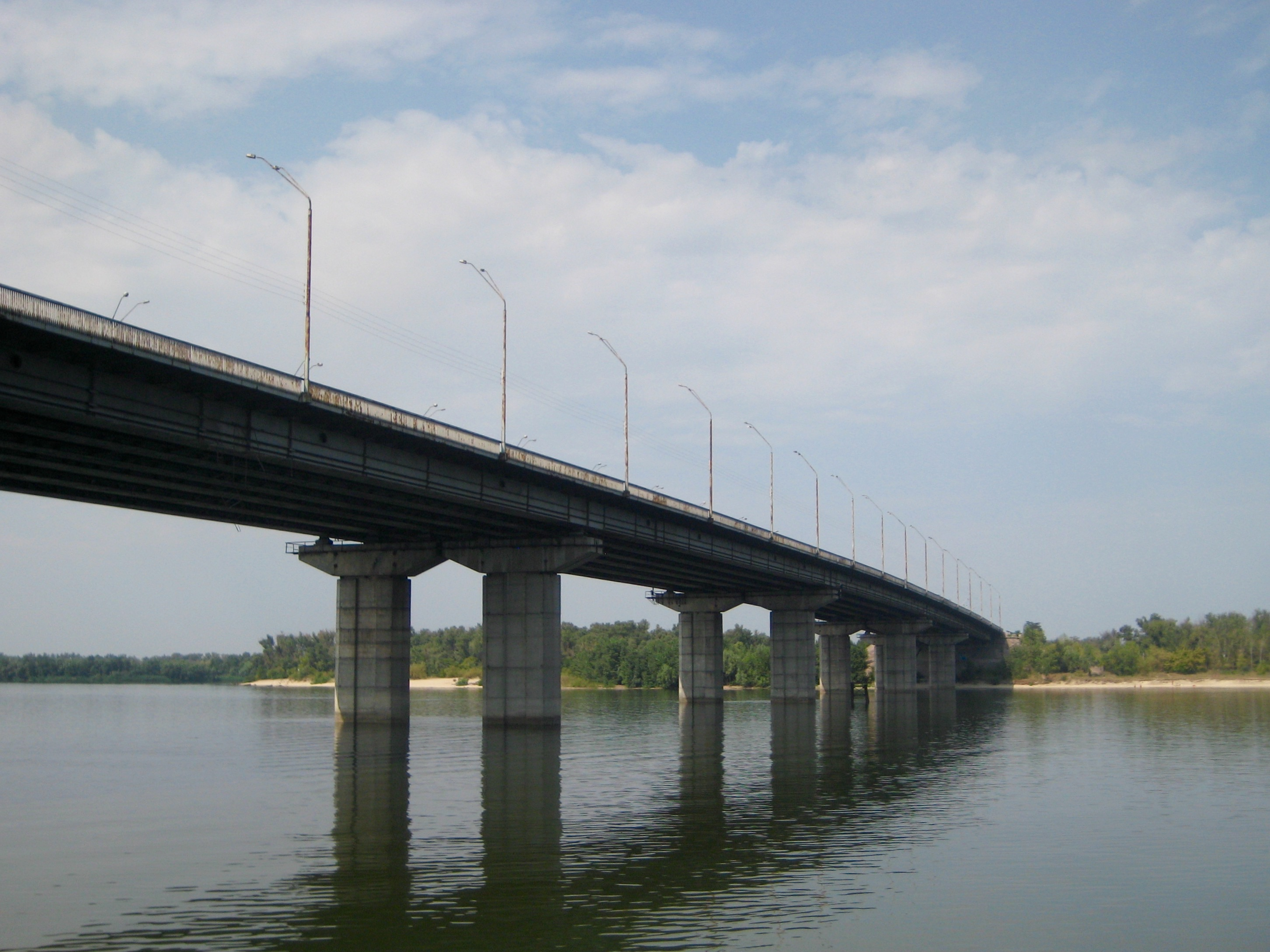
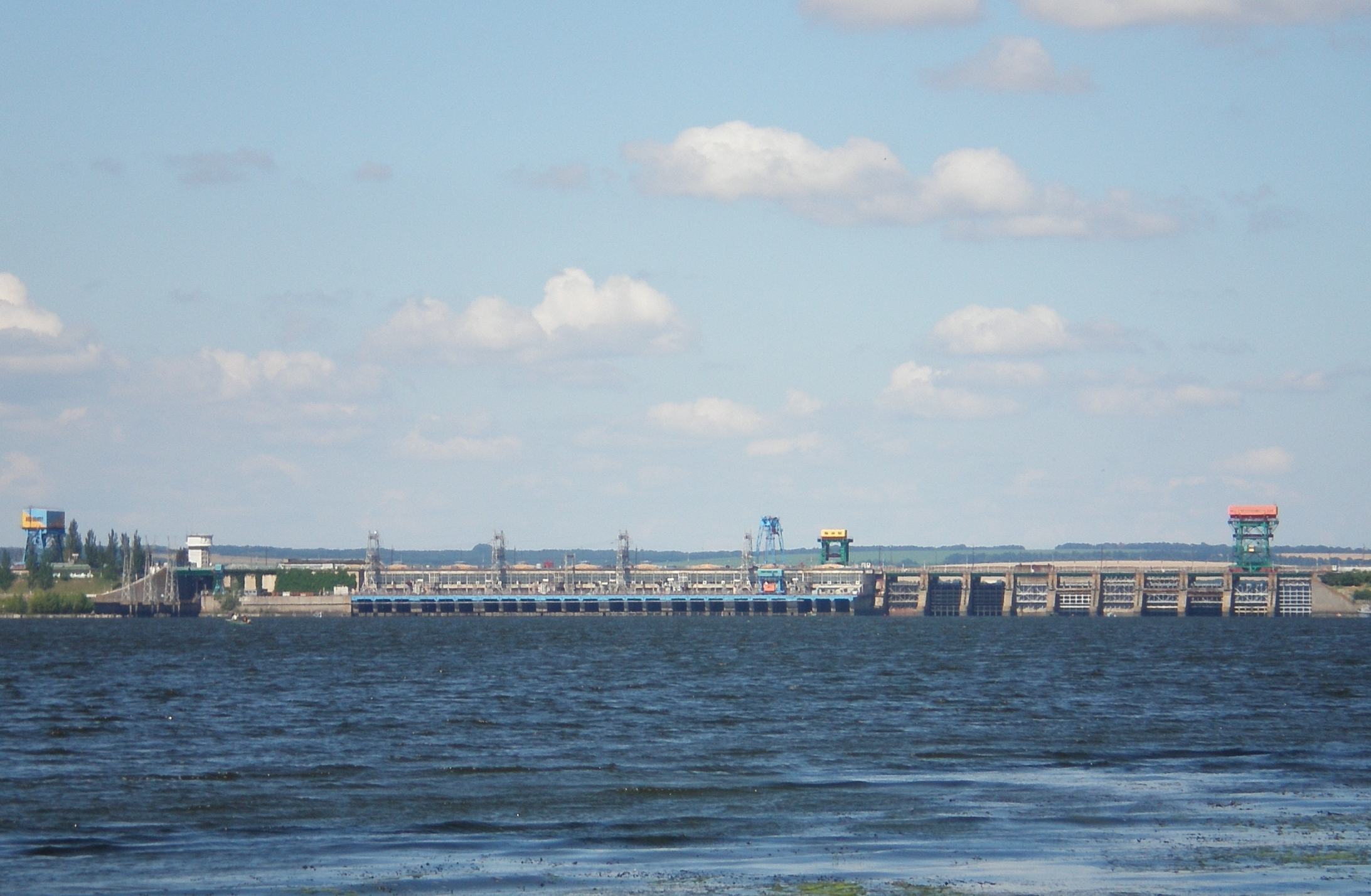
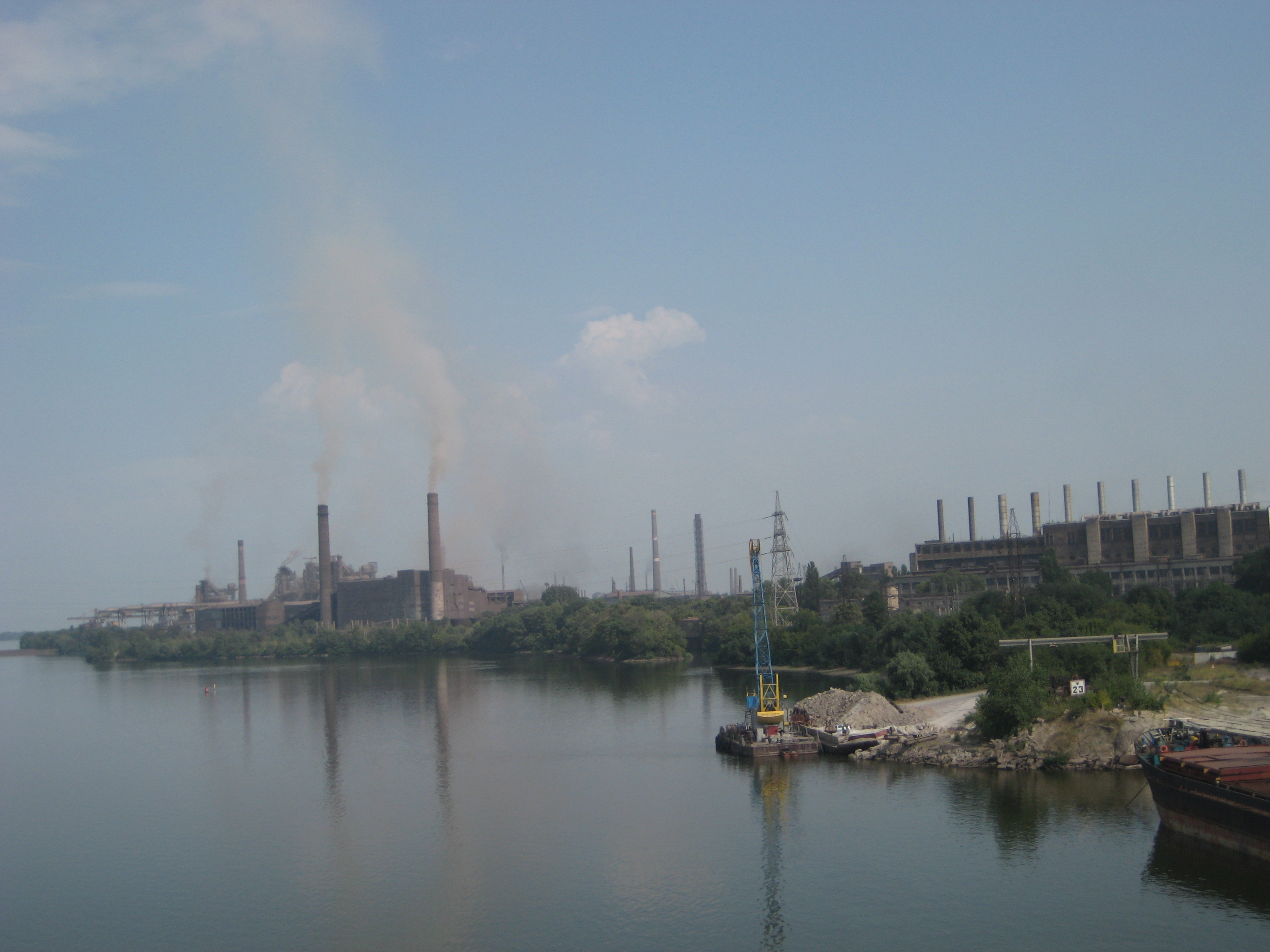
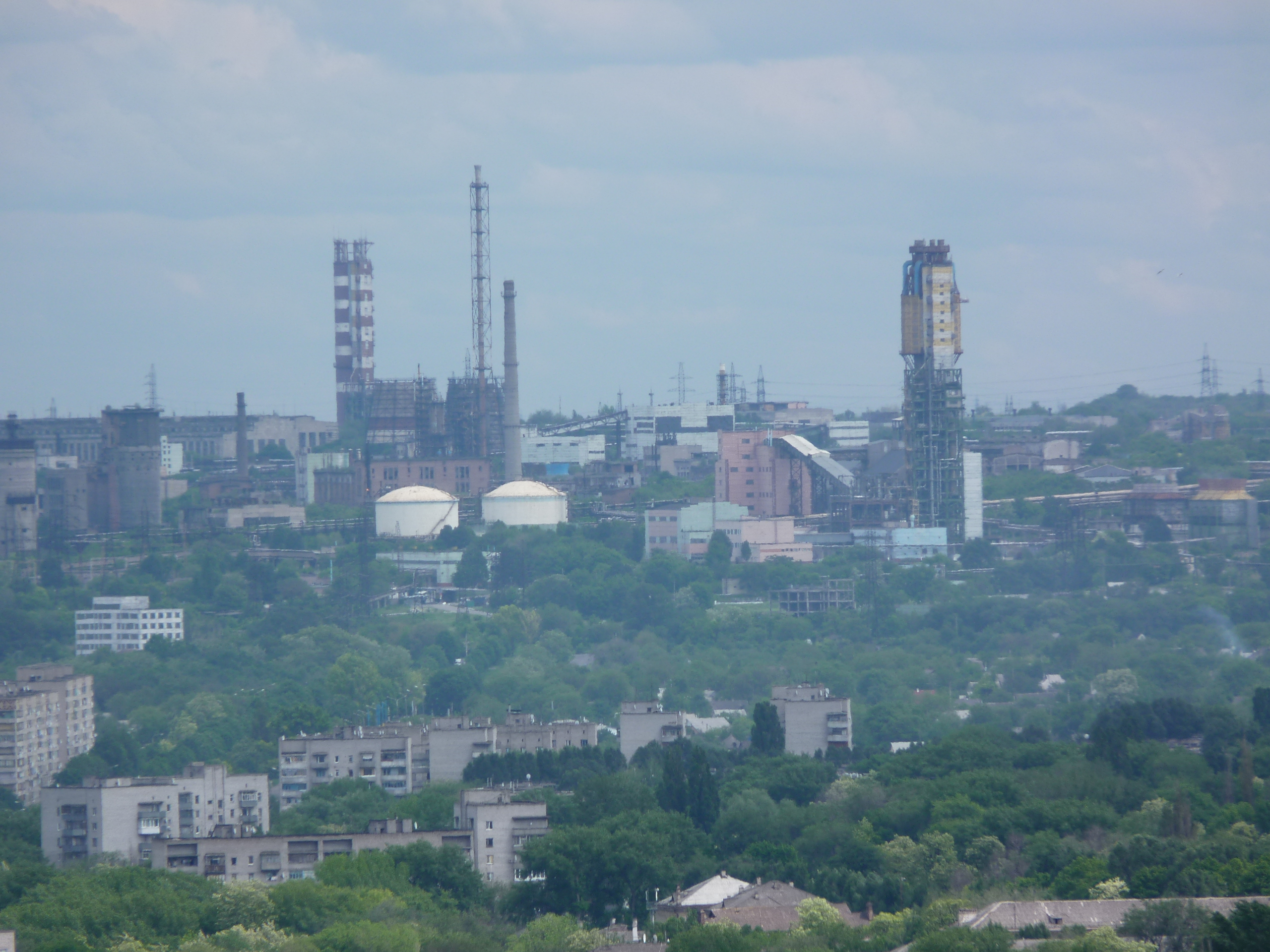
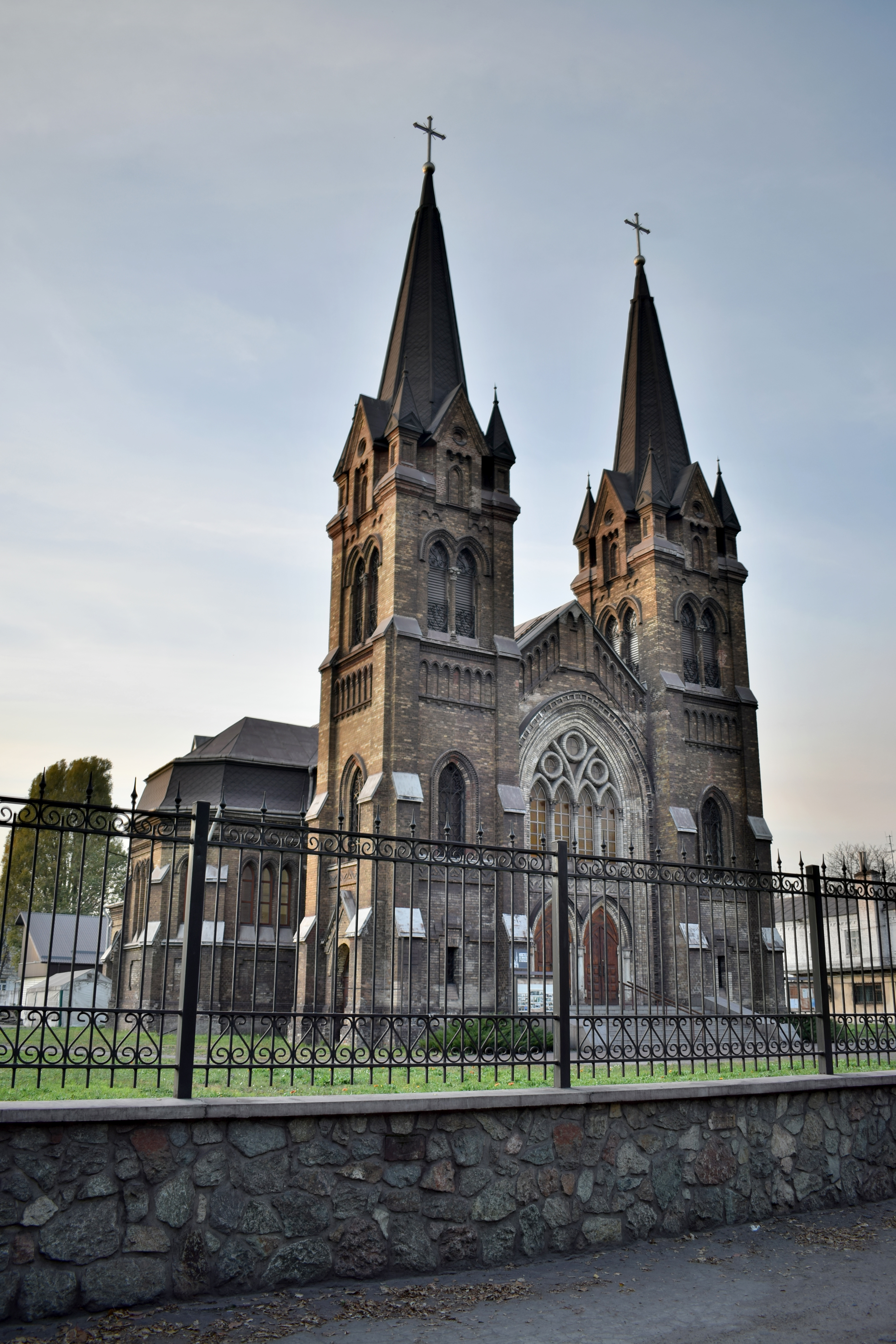
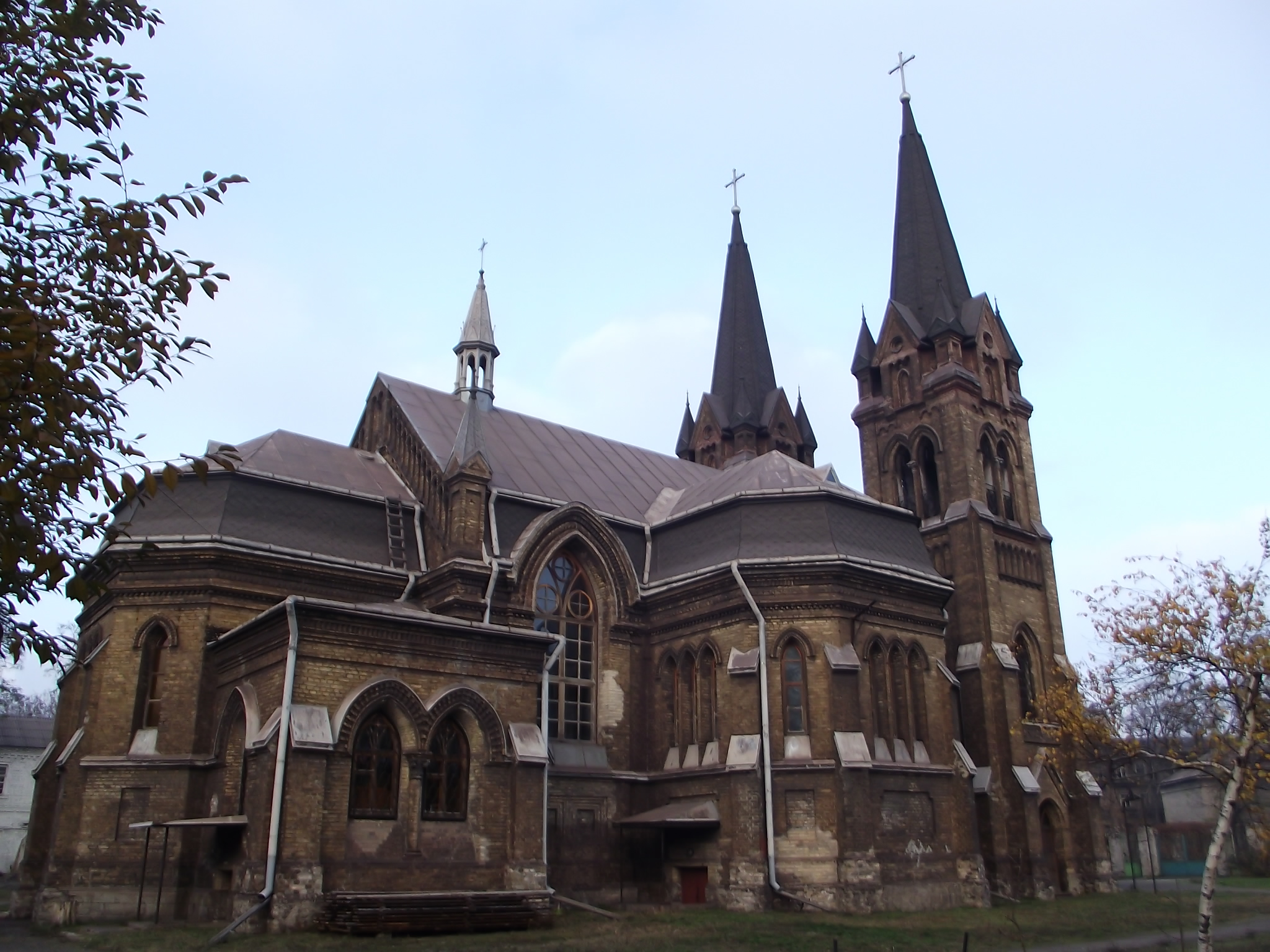
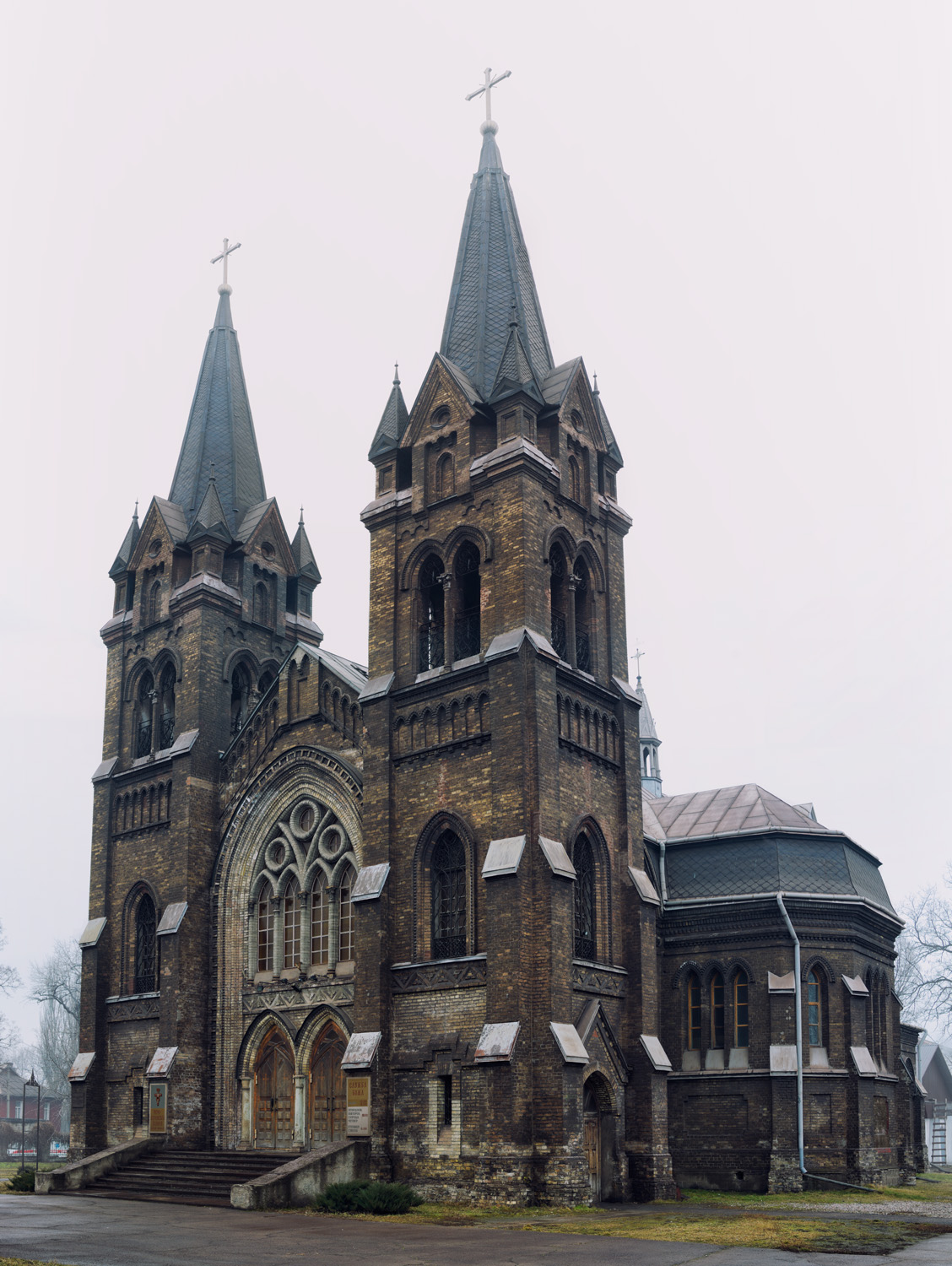
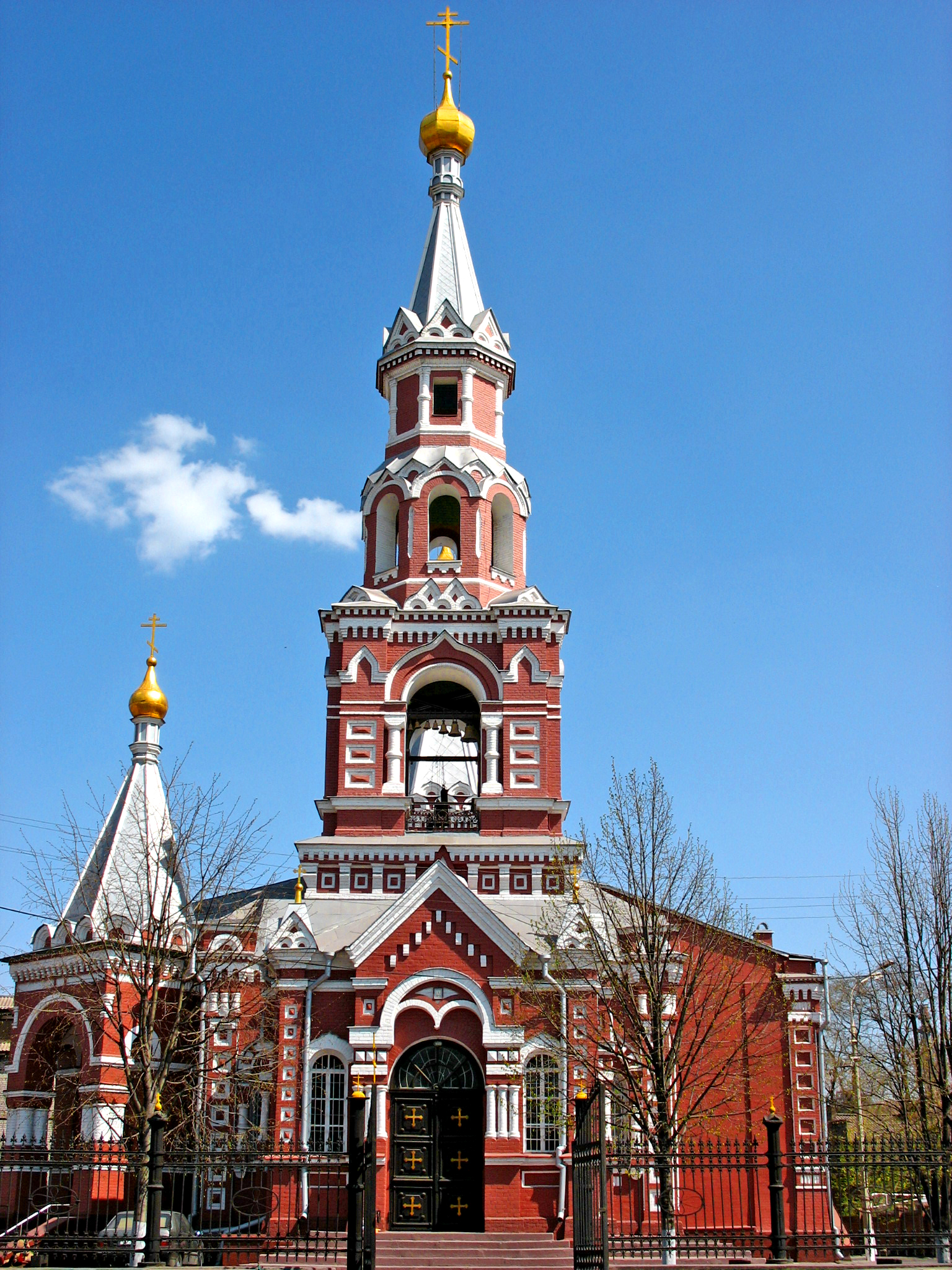
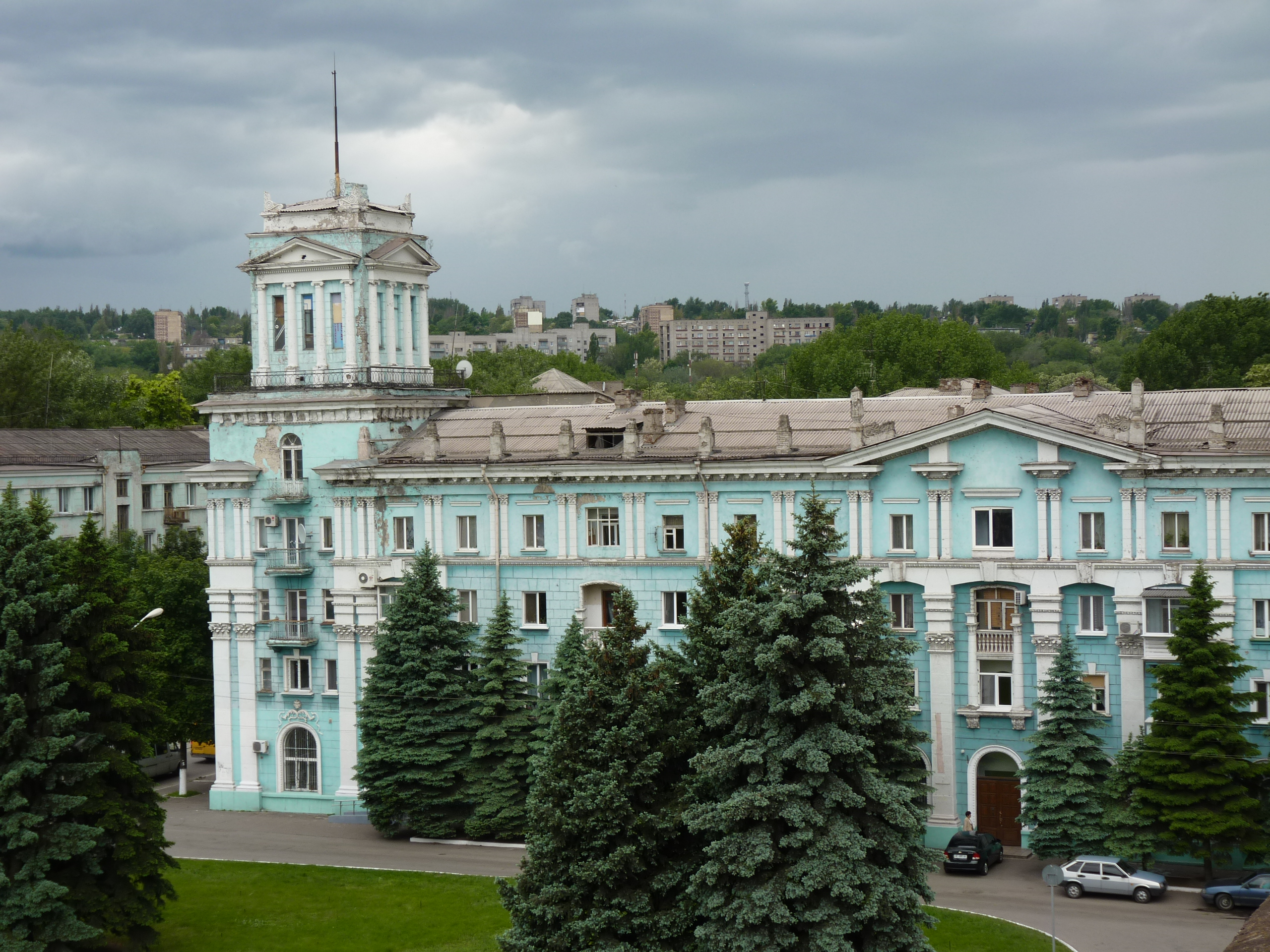
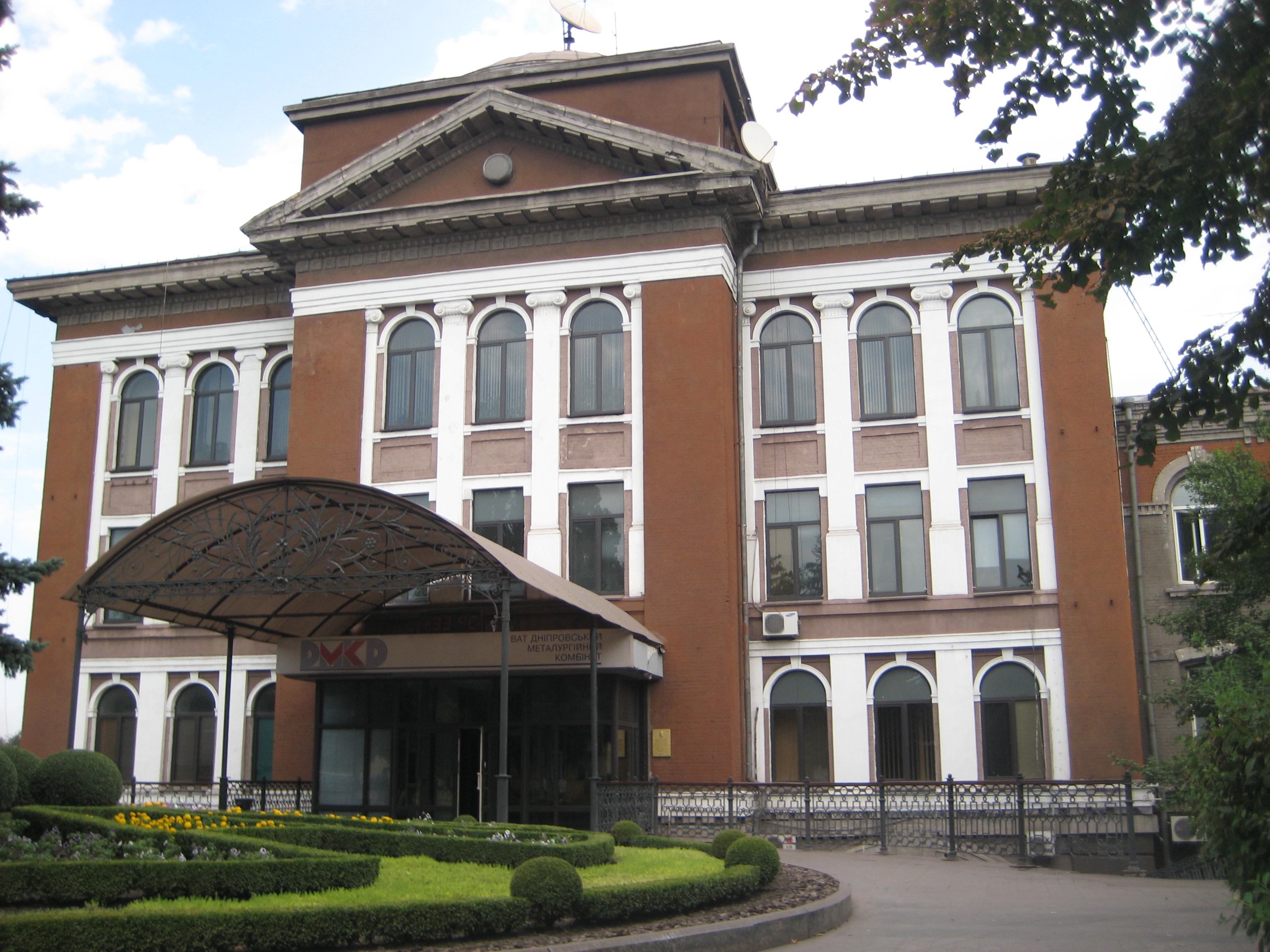
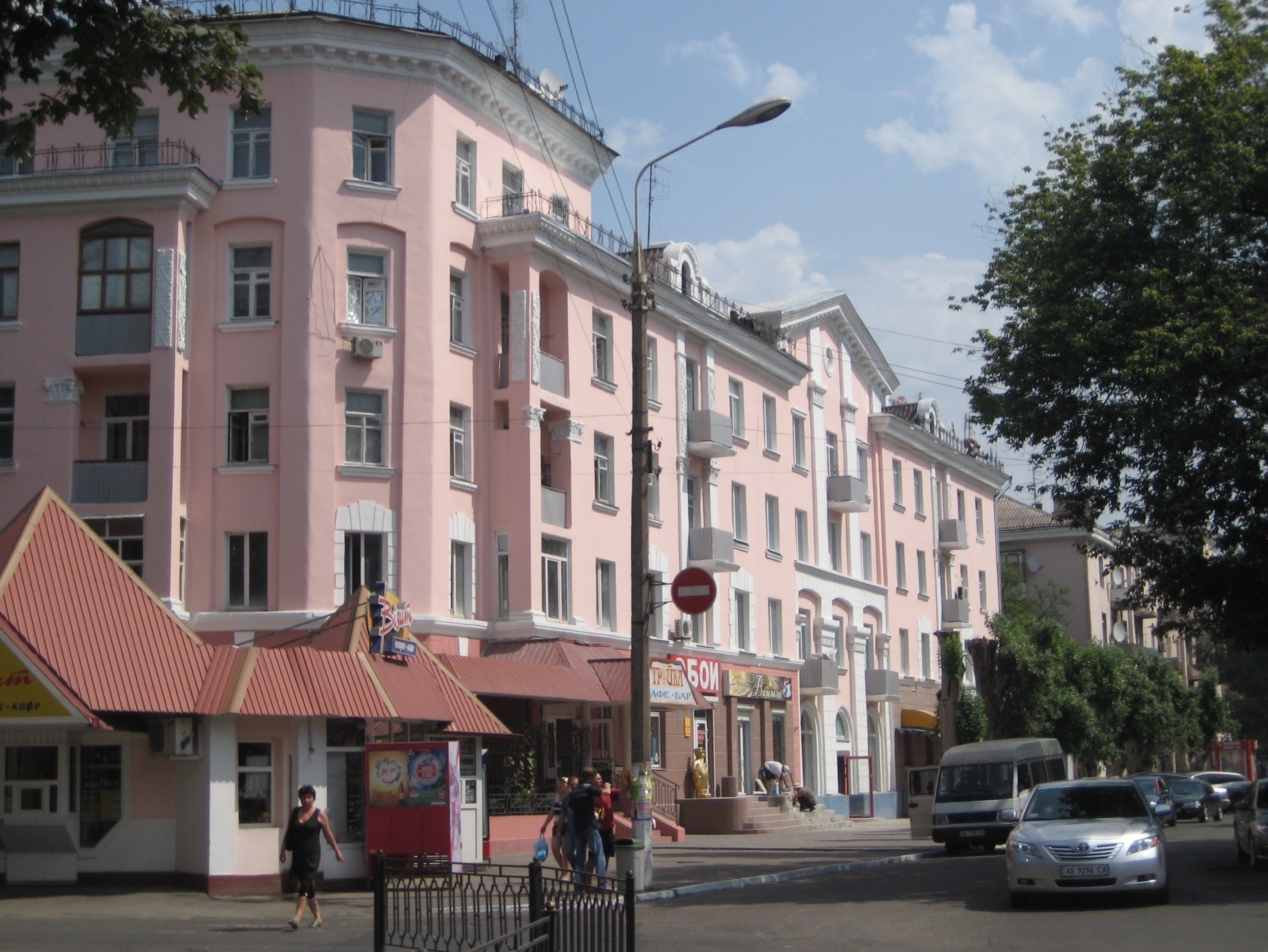
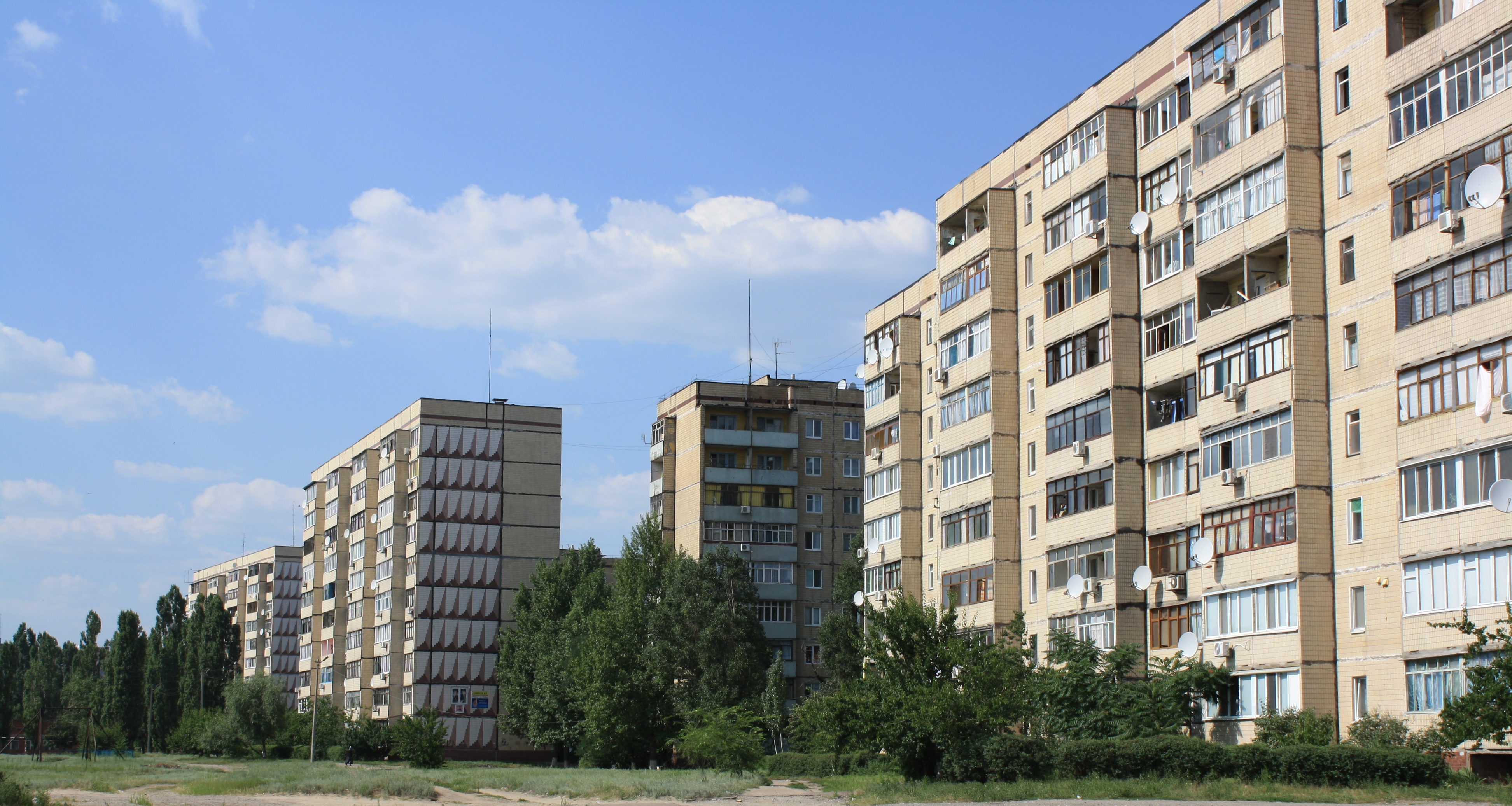
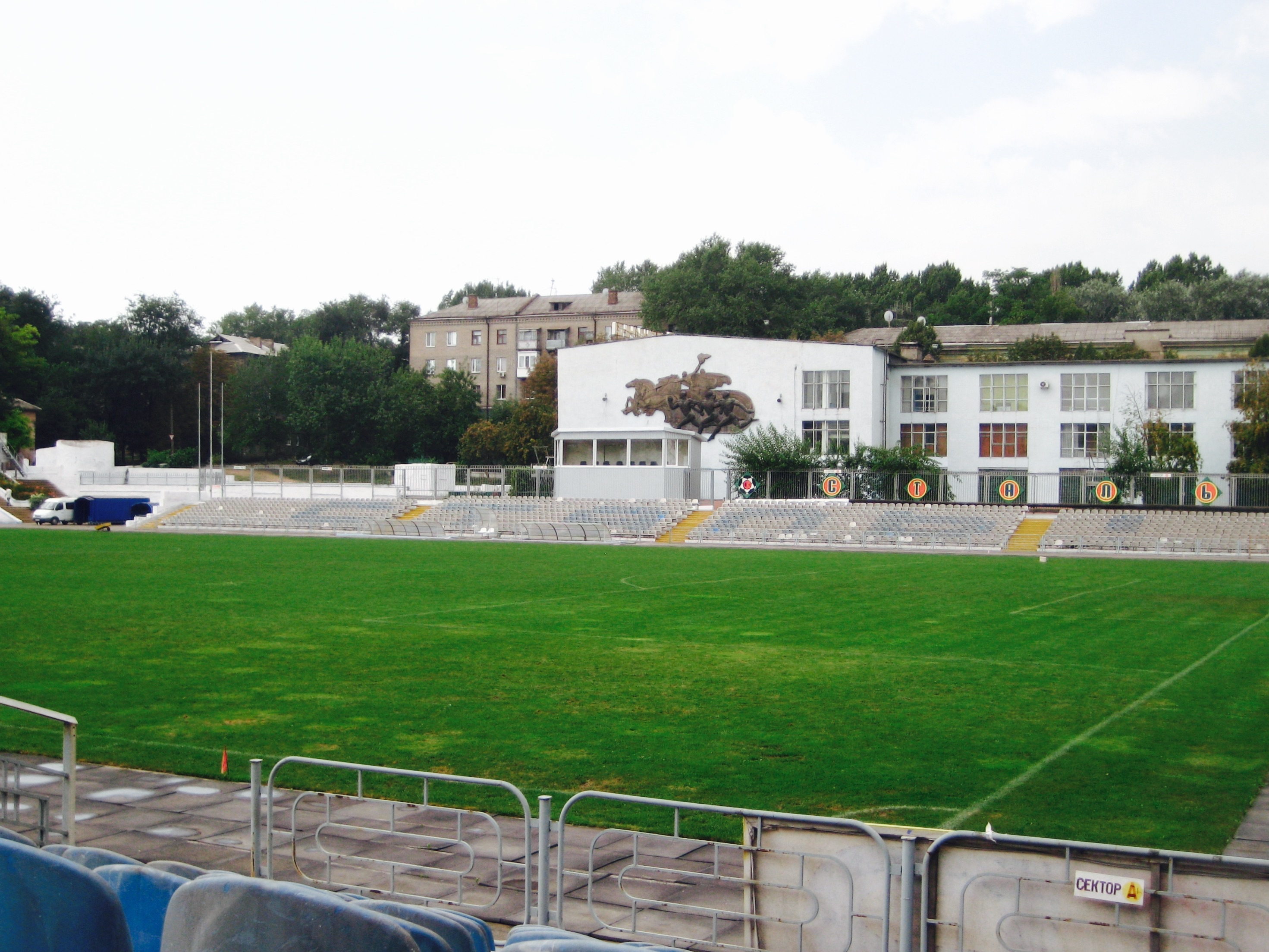
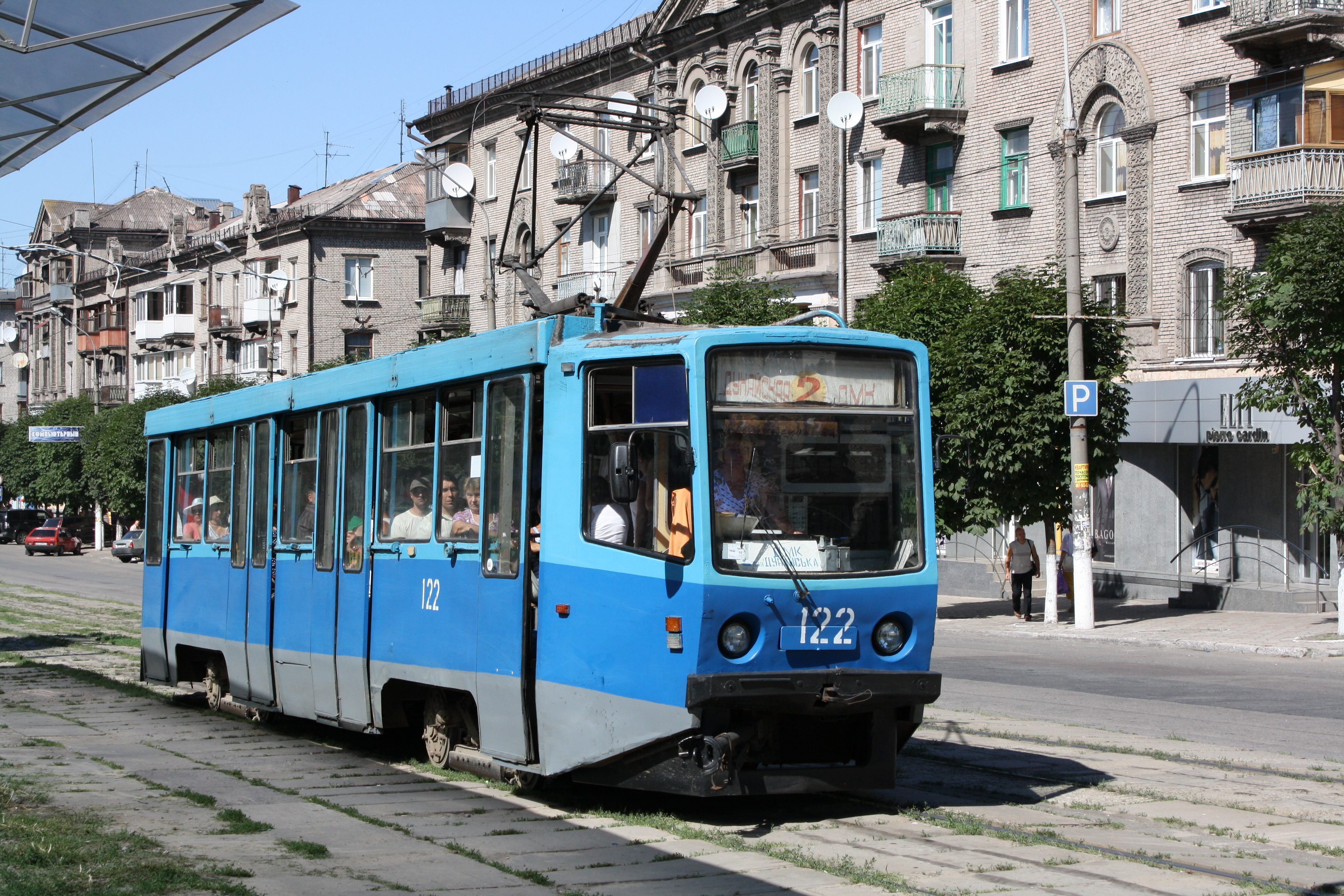
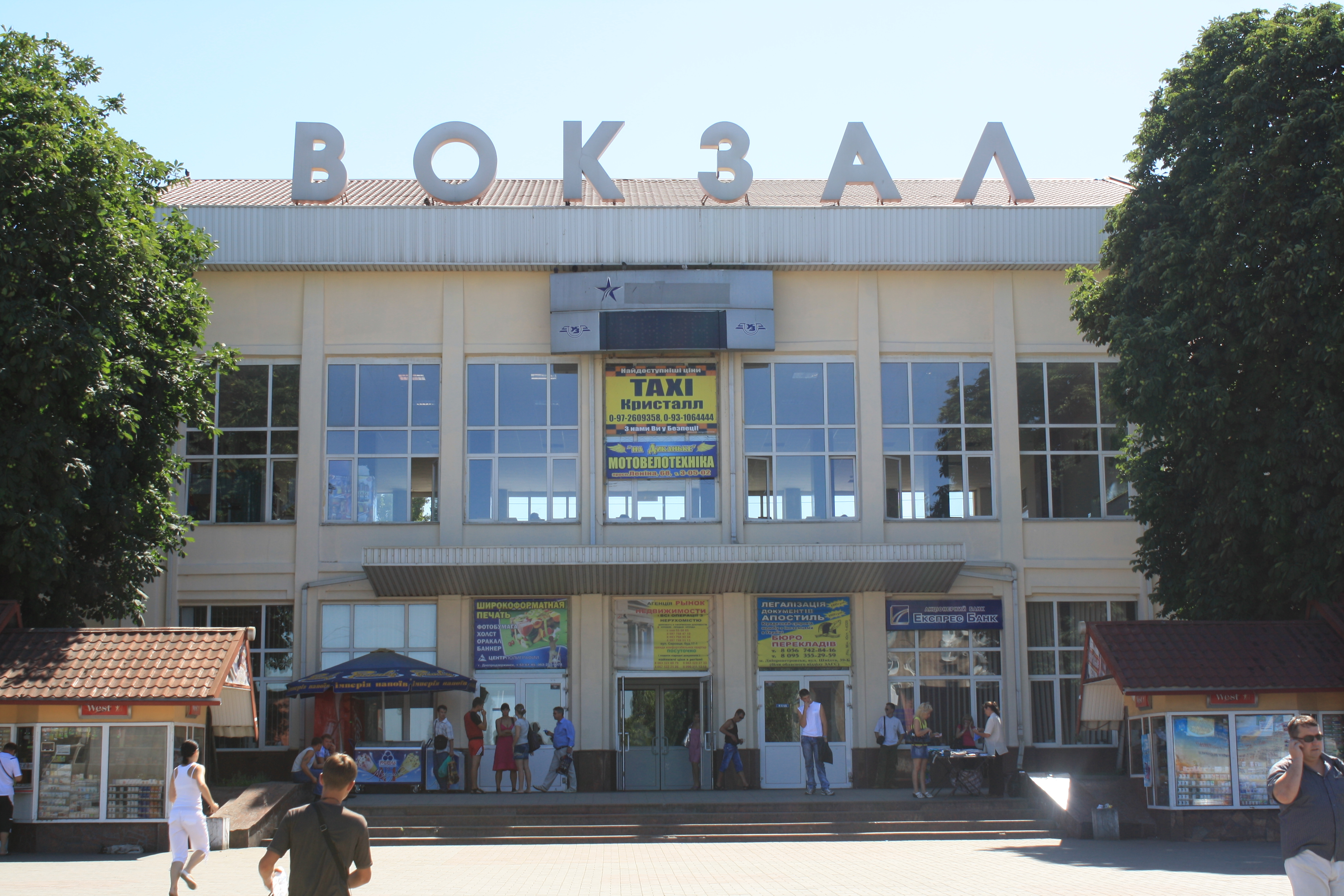
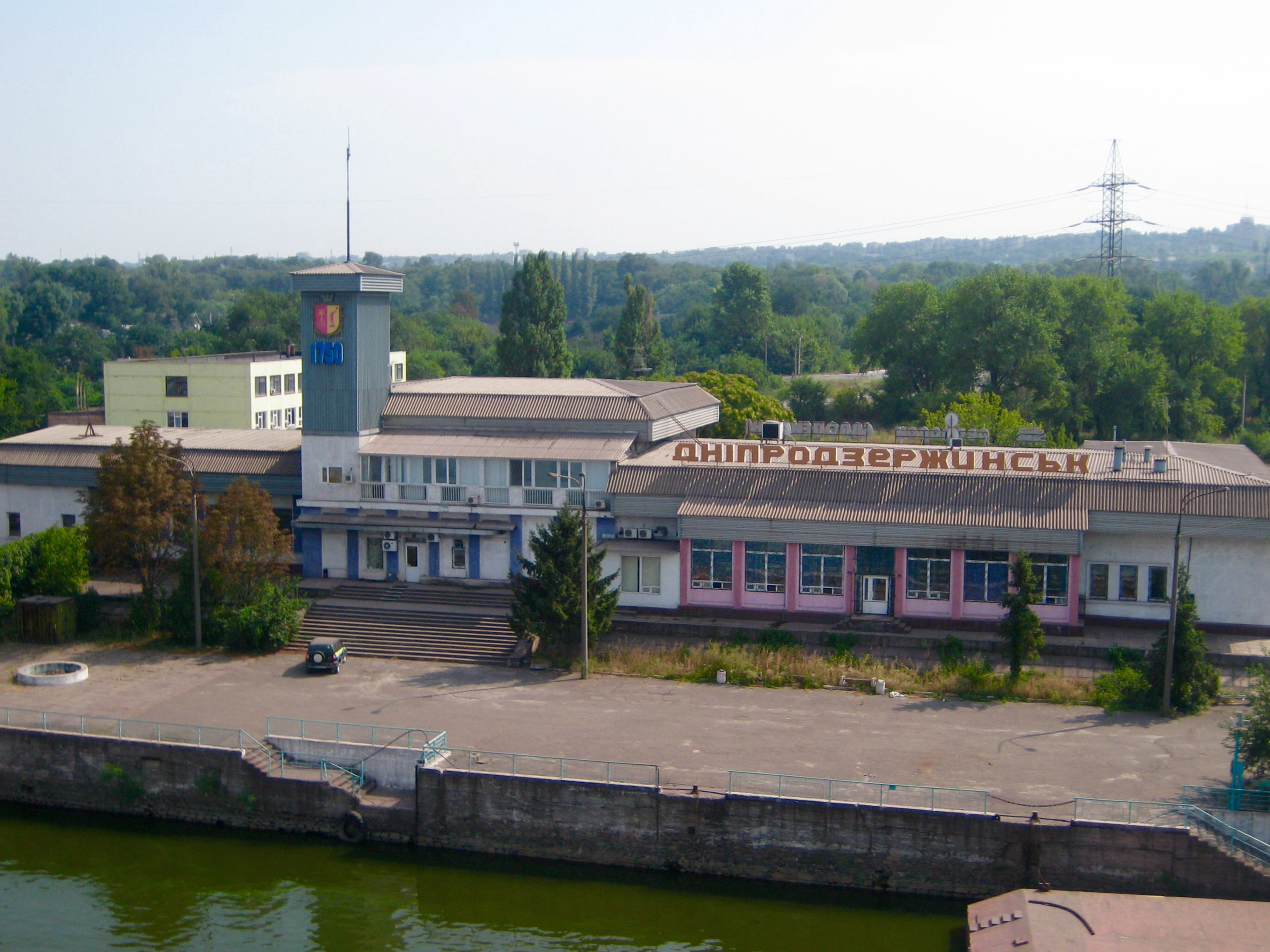